# Combats du lac Mirim
Les combats du lac Mirim sont une série de batailles navales livrées au mois de janvier 1828 sur le lac Mirim dans l’État du Rio Grande do Sul, au Brésil, pendant la guerre de Cisplatine (1825-1828).
Le 4 janvier, une flottille corsaire argentine, commandée par Geroñimo Soriano, surnommé Chantopé, s'empare par abordage et après un violent combat, de la canonnière de la marine brésilienne 19 de Outoubro. Cinq marins brésiliens périssent lors de l'affrontement tandis que le reste de l'équipage est capturé.
Le lendemain, Chantopé récidive et attaque cette fois un convoi brésilien escorté par la canonnière Catalão. Celle-ci, commandée par le lieutenant Souza Junqueira, doit soutenir un vif combat contre plusieurs barques argentines et ne peut empêcher que deux navires de transport soient capturés par les assaillants. La canonnière 19 de Outoubro participa à l'action avec un équipage de prise.
Le 20 janvier, le belliqueux Chantopé attaque à nouveau le Catalão avec cinq barques armées. La canonnière succombe après une lutte désespérée, mais le lieutenant Souza Junqueira et les marins survivants réussissent à quitter le navire et à échapper aux Argentins.
Trois mois plus tard, les Brésiliens reprennent le 19 de Outoubro.